# Tom Edlefsen
Tom Edlefsen, né le 12 décembre 1941 à Oakland en Californie, est un ancien joueur américain de tennis professionnel.

## Palmarès

### Titre en simple (3)
- 1960 : Alameda Open
- 1969 : Northwestern Invitation

| No | Date       | Nom et lieu du tournoi                                                     | Catégorie | Dotation | Surface | Finaliste       | Score    |  |
| -- | ---------- | -------------------------------------------------------------------------- | --------- | -------- | ------- | --------------- | -------- |  |
| 3  | 07-02-1972 | Greater Kansas City International Indoor Tennis Championships, Kansas City |           | 15 000 $ | NC      | Erik van Dillen | 6-3, 6-3 |  |

### Finales en simple (5)
- 1959 : Golden Gate Classic
- 1966 : Buffalo Indoor
- 1968 : Glamorgan
- 1969 : La Costa Invitation, Glenwood Manor Invitation

### Titre en double (1)
| No | Date       | Nom et lieu du tournoi                  | Catégorie | Dotation | Surface         | Partenaire   | Finalistes                 | Score    |  |
| -- | ---------- | --------------------------------------- | --------- | -------- | --------------- | ------------ | -------------------------- | -------- |  |
| 1  | 13-03-1972 | Equity Funding International Washington |           | NC $     | Moquette (int.) | Cliff Richey | Clark Graebner Thomaz Koch | 6-4, 6-3 |  |

### Finales en double (4)
| No | Date       | Nom et lieu du tournoi                          | Catégorie | Dotation  | Surface      | Vainqueurs                        | Partenaire      | Score              |  |
| -- | ---------- | ----------------------------------------------- | --------- | --------- | ------------ | --------------------------------- | --------------- | ------------------ |  |
| 1  | 1963       | Tournoi de tennis de la côte Pacifique Berkeley |           | NC $      | NC           | Rafael Osuna Antonio Palafox      | Bill Bond       | 4-6, 6-4, 6-4, 6-4 |  |
| 2  | 26-04-1971 | Tournoi de tennis de River Oaks Houston         |           | NC $      | NC           | Milan Holeček Onny Parun          | Frank Froehling | 1-6, 7-6, 6-4      |  |
| 3  | 04-03-1974 | Barcelona WCT Barcelone                         |           | NC $      | Terre (ext.) | Arthur Ashe Roscoe Tanner         | Tom Leonard     | 6-3, 6-4           |  |
| 4  | 01-04-1974 | American Airlines Tennis Games Tucson           |           | 150 000 $ | Dur (ext.)   | Charlie Pasarell Sherwood Stewart | Manuel Orantes  | 6-4, 6-4           |  |